# Agaritha iolaia
Agaritha iolaia – gatunek chrząszcza z rodziny kózkowatych i podrodziny zgrzypikowych. Jedyny przedstawiciel rodzaju Agaritha.

## Zasięg występowania
Gatunek ten występuje w południowej Brazylii (notowany w stanach Rio de Janeiro, São Paulo, Parana, Santa Catarina i Rio Grande do Sul), oraz północnej Argentynie (prowincja Misiones).